# Tomoderus schuhi
Tomoderus schuhi là một loài bọ cánh cứng trong họ Anthicidae. Loài này được Uhman miêu tả khoa học năm 1995.